# Мениль, Рене
Рене Мениль (фр. René Ménil, 1907 — 29 августа 2004) — французский мартиникский писатель-сюрреалист и философ левых взглядов; один из зачинателей антильянистского движения. Деятель Мартиникской коммунистической партии.
Принимал участие в основании и деятельности влиятельных общественно-политических и литературных журналов Légitime Défense и Tropiques, а также партийных изданий Justice и Action.

## Работы
- Légitime défense. 1932; переиздания в 1979, 1997 и 2020.
- Pour l'émancipation et l’identité du peuple martiniquais. 2008.
- Tracées: identité, négritude, esthétique aux Antilles. 1992.
- Antilles déjà jadis. 1999.